# Furia (álbum)
La musique de Furia – Un film de Alexandre Aja é uma trilha sonora do cantor, compositor e guitarrista Brian May, lançada em 2000. O filme foi lançado em 1999.

## Faixas
1. "Furia Theme – Opening Titles" – 4:40
2. "First Glance (Solo Flute)" – 1:35
3. "Landscape" – 1:14
4. "Tango: 'Cuesta Abajo'" – 2:59
5. "The Meeting (Solo Guitar)" – 1:35
6. "First Kiss" – 2:03
7. "Storm" – 2:19
8. "Phone" – 1:07
9. "Pursuit" – 3:45
10. "Diner" – 1:18
11. "Apparition" – 1:36
12. "Arrest" – 1:28
13. "Father and Son" – 1:34
14. "Aaron" – 0:49
15. "Fire" – 0:55
16. "Gun (Solo Violin)" – 1:55
17. "Reggae: 'Bird in Hand'" – 3:30
18. "Killing" – 1:13
19. "Escape" – 1:50
20. "Go On" – 2:19
21. "'Dream of Thee'" – 4:36
22. "Alternative Gun" – 1:33 (bônus)